# Великая Яблонька
Великая Яблонька (укр. Велика Яблунька) — село в Маневичской поселковой общине Камень-Каширского района Волынской области Украины.

## История
До 1921 года входило в Луцкий уезд Волынской губернии Российской империи.
В июле 1995 года Кабинет министров Украины утвердил решение о приватизации находившегося здесь совхоза.
Население по переписи 2001 года составляло 738 человек.
До 2020 года входило в Маневичский район.